# アドルフ・ダンハウザー
アドルフ＝レオポルド・ダンノーゼル（Adolphe-Léopold Danhauser 1835年2月26日 - 1896年6月9日）は、フランスの教育者、音楽理論家、作曲家。

## 生涯
1835年にパリで生まれた。パリ音楽院ではフランソワ・バザンとジャック・アレヴィ、ナポレオン・アンリ・ルベルに学んだ。彼は1863年のローマ大賞で第2位を獲得し、音楽院在学中には初等音楽教育に興味をいだくようになっていた。1872年に彼が出版した『音楽の理論』は現在も版を重ねており、権威ある文献と考えられている。ダンノーゼルは1875年にパリの学校で歌唱指導の主任審査官に任ぜられた。その後、彼はパリ音楽院のソルフェージュの教授の職にも就いている。彼はオランダ、ベルギー、スイスを巡って音楽教育の仕組みを調査する旅行を敢行した。彼の教え子にはシャルル・マレーブなどがいる。1896年にパリにて生涯を閉じた。

## 主要作品

### 音楽作品
- オペラ『Maures et Castillans』 3幕 （未上演）
- 合唱付き音楽劇『Le Proscrit』1幕 1866年
- Orphéoniques evenings
- Mélodies Vocales

### 著作
ダンノーゼルの遺した音楽理論と教育法に関する著作は版を重ね、翻訳され、参照され続けている。
- Music theory パリ、H. Lemoine 1872年
- Music theory Henri Rabaudによる改訂版、パリ、H. Lemoine 1928年
- Music theory 改訂拡大版、パリ、H. Lemoine 1994年 （ISBN 978-0230922266）
- Questionnaire. Appendix to the theory of music パリ、H. Lemoine 1879年
- Questionnaire. Appendix to Music Theory Henri Rabaudによる改訂版、パリ、H. Lemoine 1928年 （ISBN 979-0230922487）
- Abstract of the theory of music パリ、H. Lemoine 1879年
- Abstract of music theory Henri Rabaudによる改訂版、パリ、H. Lemoine 1928年
- Abstract of the theory of music Sophie Jouve-Ganvertによる新改訂版、パリ、H. Lemoine 1990年 （ISBN 979-0230922272）
- Solfeggio solfeggios パリ、H. Lemoine 全3巻 1881年-1907年